# Mariobezzia armeniaca
Mariobezzia armeniaca är en tvåvingeart som beskrevs av Zaitzev 1966. Mariobezzia armeniaca ingår i släktet Mariobezzia och familjen svävflugor.
Artens utbredningsområde är Armenien. Inga underarter finns listade i Catalogue of Life.